# Крохмаль Іван Іванович
Крохмаль Іван Іванович — український режисер-документаліст.
Народився 23 лютого 1929 р. в с. Добролюбівка Харківської області в родині селянина. Закінчив Київське художнє училище (1949). Працював художником (брав участь у декоративному оформленні вокзалів у Лубнах, Білій Церкві, Львові, Мукачові, Чопі тощо), художником і режисером-мультиплі-катором. З 1964 р. — режисер «Київнаукфільму».
Створив стрічки: «Імпульсний реактор» (1964), «Каталіз» (1965), «Будова і властивості білків» (1966), «Розчини та їх властивості» (1967), «Піроліз» (1968), «Каталітичний крекінг» (1969), «Емісійний спектральний аналіз» (1970), «Крізь магічний кристал», «Абсорбційний спектральний аналіз» (1971), «Виробництво сірчаної кислоти» (1972), «Абсорбція» (1973), «Швидкість хімічних реакцій» (1974), «Динаміка споруд» (1975), «Вільні й вимушені коливання» (1978), «Технологія синтетичного каучуку» (1978), «Дифузійні явища» (1979), «Магнітні властивості речовини» (1980), «Вологість повітря» (1981) та ін.
Член Національної спілки кінематографістів України.